# Yvonne Arnaud
Pour les articles homonymes, voir Arnaud.
Jeanne Germaine Arnaud, née le 20 décembre 1890 à Bordeaux et morte le 20 septembre 1958 à Guildford, est une pianiste, chanteuse et actrice française dont la majeure partie de la carrière se déroule en Grande-Bretagne.

## Biographie
Formée au Conservatoire de Paris où elle obtient un 1er Prix de piano en 1905, Yvonne Arnaud commence sa carrière en tant que pianiste de concert à 14 ans. À partir de 1911, elle joue dans des comédies musicales à Londres, et, à partir de 1920, elle s'affirme comme une actrice de théâtre traditionnel, dans des comédies et des drames non musicaux, notamment l'une des farces Aldwych, A Cuckoo in the Nest, en 1925. Elle joue dans des films à partir des années 1930, et jusqu'aux années 1950. À la fin de sa carrière, elle se produit de nouveau comme pianiste.
En 1956-1957, elle tourne Mon oncle, film français réalisé par Jacques Tati.
Elle termine sa vie à Guildford, dans le Surrey, et meurt au National Hospital de Holborn à 67 ans. Un théâtre (en) ouvert à Guildford en 1965 est nommé en son hommage.